# Mike Davis (Footballspieler)
Mike Davis (* 19. Februar 1993 in Atlanta, Georgia) ist ein ehemaliger US-amerikanischer American-Football-Spieler auf der Position des Runningbacks. Er spielte in der National Football League (NFL) für die San Francisco 49ers, die Seattle Seahawks, die Chicago Bears, die Carolina Panthers, die Atlanta Falcons und die Baltimore Ravens.

## Frühe Jahre
Davis besuchte die Stephenson High School in Stone Mountain, Georgia, einem Vorort von Atlanta. Dort war er in der Football- und der Leichtathletikmannschaft seiner Schule. In seinem letzten Jahr lief er für 1923 Yards und 21 Touchdowns. Nach seinem Highschoolabschluss erhielt er ein Stipendium der University of South Carolina, für die er zwischen 2012 und 2014 spielte. In seinem ersten Jahr war er zumeist Backup-Runningback, in den beiden folgenden Jahren war Davis jedoch Stammspieler. Insgesamt lief er den Ball für 2440 Yards und 22 Touchdowns, dazu kommen 755 gefangene Yards und 2 Touchdowns. Im Jahr 2013 wurde er ins 2nd-Team All-SEC gewählt. Auch mit seiner Mannschaft war er durchaus erfolgreich, so konnten die South Carolina Gamecocks 2012 den Outback Bowl, 2013 den Capital One Bowl sowie 2014 den Independence Bowl gewinnen.

## NFL

### San Francisco 49ers
Im NFL-Draft 2015 wurde Davis in der 4. Runde an 126. Stelle von den San Francisco 49ers ausgewählt. In seinen beiden Jahren bei den 49ers kam er jedoch nur unregelmäßig als Runningback und in den Special Teams zum Einsatz. Sein NFL-Debüt gab er am 2. Spieltag bei der 18:43-Niederlage gegen die Pittsburgh Steelers. Sein Rookie-Jahr beendete er mit 35 Läufen für 58 Yards. Seinen ersten Karriere Touchdown konnte er in seiner 2. Saison am 7. Spieltag bei der 17:34-Niederlage gegen die Tampa Bay Buccaneers erlaufen. Bei diesem Spiel stand er gleichzeitig auch das erste Mal als Starter auf dem Feld. Nach dem 9. Spieltag kam er allerdings nicht mehr für die 49ers zum Einsatz. Am 5. Mai 2017 wurde er schließlich von seinem Verein gewaived.

### Seattle Seahawks
Daraufhin wurde er am 8. Mai 2017 von den Seattle Seahawks beansprucht. Im September erhielt er einen neuen Vertrag im Practice Squad der Seahawks, ehe er im November in den Spieltagskader übernommen wurde. Dort gab er sein Debüt für sein neues Team am 11. Spieltag der Saison 2017 bei der 31:34-Niederlage gegen die Atlanta Falcons. Für die restliche Saison kam er regelmäßig als Starter bei den Seahawks zum Einsatz. Davis beendete die Saison mit 68 Läufen für 240 Yards. Daraufhin unterschrieb er einen neuen Vertrag bei den Seahawks für die Saison 2018. Dort bekam er regelmäßig Einsätze als Backup, konnte aber trotzdem einige gute Spiele abliefern. So konnte er am 4. Spieltag beim 20:17-Sieg gegen die Arizona Cardinals erstmals in seiner Karriere für über 100 Yards laufen. Insgesamt erreichte er 101 Yards sowie 2 Touchdowns. Am 10. Spieltag konnte er bei der 31:36-Niederlage gegen die Los Angeles Chargers erstmals auch einen Touchdown von Quarterback Russell Wilson fangen. Die Seahawks beendeten die Saison mit 10 Siegen und 6 Niederlagen und qualifizierten sich somit für die Playoffs. Dort gab Davis sein Debüt bei der 22:24-Niederlage gegen die Dallas Cowboys in der ersten Runde.

### Chicago Bears
Am 13. März 2019 unterschrieb Davis einen Vertrag über 2 Jahre und 6 Millionen US-Dollar bei den Chicago Bears. Dort gab er sein Debüt am 1. Spieltag bei der 3:10-Niederlage gegen die Green Bay Packers in der Startformation. Ab diesem Spiel wurde er jedoch nur noch wenig eingesetzt und am 9. November schließlich entlassen.

### Carolina Panthers
Daraufhin unterschrieb er am 11. November einen neuen Vertrag bei den Carolina Panthers. Davis gab sein Debüt für das neue Team am 13. Spieltag der Saison 2019 bei der 21:29-Niederlage gegen die Washington Redskins. Für die restliche Saison kam er hauptsächlich in den Special Teams zum Einsatz. In der Saison 2020 war er zunächst Backup für Star-Runningback Christian McCaffrey. Nachdem sich dieser allerdings am 2. Spieltag verletzte, wurde Davis für Großteile der restlichen Saison zum Stammspieler als Runningback. Der 21:16-Sieg am 3. Spieltag gegen die Los Angeles Chargers war sein insgesamt 50. Einsatz in der Liga. Am 14. Spieltag bei der 27:32-Niederlage gegen die Denver Broncos konnte er 2 Touchdowns erzielen. Er kam in insgesamt 15 Spielen zum Einsatz, davon 12 Mal als Starter. Dabei erreichte Davis in der Saison Karrierehöchstwerte mit 642 gelaufenen und 373 gefangenen Yards, und insgesamt 7 Touchdowns.

### Atlanta Falcons
Im März 2021 einigte sich Davis mit den Atlanta Falcons auf einen Zweijahresvertrag. Dort wurde er zu Saisonbeginn auf Anhieb Stammspieler, konnte allerdings nur bedingt überzeugen. So gab er sein Debüt bei den Falcons direkt am 1. Spieltag der Saison 2021 bei der 6:32-Niederlage gegen die Philadelphia Eagles, bei der er mit dem Ball für 49 Yards laufen konnte. Seinen ersten Touchdown für die Falcons konnte er am 4. Spieltag bei einer 30:34-Niederlage gegen das Washington Football Team von Matt Ryan fangen. Im folgenden Spiel, einem 27:20-Sieg gegen die New York Jets, konnte er mit dem Ball für 53 Yards, seine Saisonbestleistung, sowie einen Touchdown erlaufen. In der zweiten Saisonhälfte war er zumeist nur noch Backup für Cordarrelle Patterson, kam jedoch in jedem Spiel der Saison zum Einsatz. Infolge der Auswahl von Tyler Allgeier im NFL Draft 2022 wurde Davis am 2. Mai 2022 entlassen.

### Baltimore Ravens
Im Mai 2022 nahmen die Baltimore Ravens Davis unter Vertrag. Dort debütierte er direkt am 1. Spieltag der Saison 2022 beim 24:9-Sieg gegen die New York Jets, bei dem er auch mit dem Ball für 11 Yards laufen konnte. Allerdings konnte sich Davis bei den Ravens in der Offense nicht durchsetzen und kam kaum zum Einsatz. Am 10. Dezember 2022 wurde er von den Ravens entlassen.

### Karriereende
Nachdem er in der Saison 2023 nicht gespielt hatte, gab Davis am 19. Februar 2024 sein Karriereende bekannt.

## Karrierestatistiken
| Legende | Legende            |
| ------- | ------------------ |
| Fett    | Karrierehöchstwert |

### Regular Season
| Saison                             | Team             | Spiele | Spiele  | Gelaufen | Gelaufen | Gelaufen | Gelaufen | Gelaufen | Gefangen  | Gefangen | Gefangen | Gefangen | Gefangen | Fumbles | Fumbles   | TD gesamt |
| Saison                             | Team             | Spiele | Starter | Versuche | Yards    | Avg      | Lang     | TD       | Passfänge | Yards    | Avg      | Lang     | TD       | Fumbles | verlorene | TD gesamt |
| ---------------------------------- | ---------------- | ------ | ------- | -------- | -------- | -------- | -------- | -------- | --------- | -------- | -------- | -------- | -------- | ------- | --------- | --------- |
| 2015                               | 49ers            | 6      | 0       | 35       | 58       | 1,7      | 13       | 0        | 7         | 38       | 5,4      | 11       | 0        | 0       | 0         | 0         |
| 2016                               | 49ers            | 8      | 1       | 19       | 50       | 2,6      | 8        | 1        | 3         | 25       | 8,3      | 10       | 0        | 1       | 1         | 1         |
| 2017                               | Seahawks         | 6      | 6       | 68       | 240      | 3,5      | 33       | 0        | 15        | 131      | 8,7      | 23       | 0        | 0       | 0         | 0         |
| 2018                               | Seahawks         | 15     | 2       | 112      | 514      | 4,6      | 37       | 4        | 34        | 214      | 6,3      | 18       | 1        | 0       | 0         | 5         |
| 2019                               | Bears            | 7      | 1       | 11       | 25       | 2,3      | 8        | 0        | 7         | 22       | 3,1      | 7        | 0        | 0       | 0         | 0         |
| 2019                               | Panthers         | 5      | 0       | 2        | 2        | 1,0      | 2        | 0        | 0         | 0        | 0,0      | 0        | 0        | 0       | 0         | 0         |
| 2020                               | Panthers         | 15     | 12      | 165      | 642      | 3,9      | 25       | 6        | 59        | 373      | 6,3      | 23       | 2        | 1       | 1         | 8         |
| 2021                               | Falcons          | 17     | 8       | 138      | 503      | 3,6      | 18       | 3        | 44        | 259      | 5,5      | 23       | 1        | 4       | 3         | 4         |
| 2022                               | Ravens           | 8      | 0       | 8        | 18       | 2,3      | 10       | 0        | 2         | 4        | 2,0      | 7        | 0        | 1       | 0         | 0         |
| Gesamte Karriere                   | Gesamte Karriere | 87     | 30      | 558      | 2.052    | 3,7      | 37       | 14       | 171       | 1.066    | 6,2      | 23       | 4        | 7       | 5         | 18        |
| Quelle: pro-football-reference.com |                  |        |         |          |          |          |          |          |           |          |          |          |          |         |           |           |

### Postseason
| Saison                             | Team             | Spiele | Spiele  | Gelaufen | Gelaufen | Gelaufen | Gelaufen | Gelaufen | Gefangen  | Gefangen | Gefangen | Gefangen | Gefangen | Fumbles | Fumbles   | TD gesamt |
| Saison                             | Team             | Spiele | Starter | Versuche | Yards    | Avg      | Lang     | TD       | Passfänge | Yards    | Avg      | Lang     | TD       | Fumbles | verlorene | TD gesamt |
| ---------------------------------- | ---------------- | ------ | ------- | -------- | -------- | -------- | -------- | -------- | --------- | -------- | -------- | -------- | -------- | ------- | --------- | --------- |
| 2018                               | Seahawks         | 1      | 0       | 4        | 10       | 2,5      | 3        | 0        | 2         | 22       | 11,0     | 13       | 0        | 0       | 0         | 0         |
| Gesamte Karriere                   | Gesamte Karriere | 1      | 0       | 4        | 10       | 2,5      | 3        | 0        | 2         | 22       | 11,0     | 13       | 0        | 0       | 0         | 0         |
| Quelle: pro-football-reference.com |                  |        |         |          |          |          |          |          |           |          |          |          |          |         |           |           |